# Esperó (nàutica)

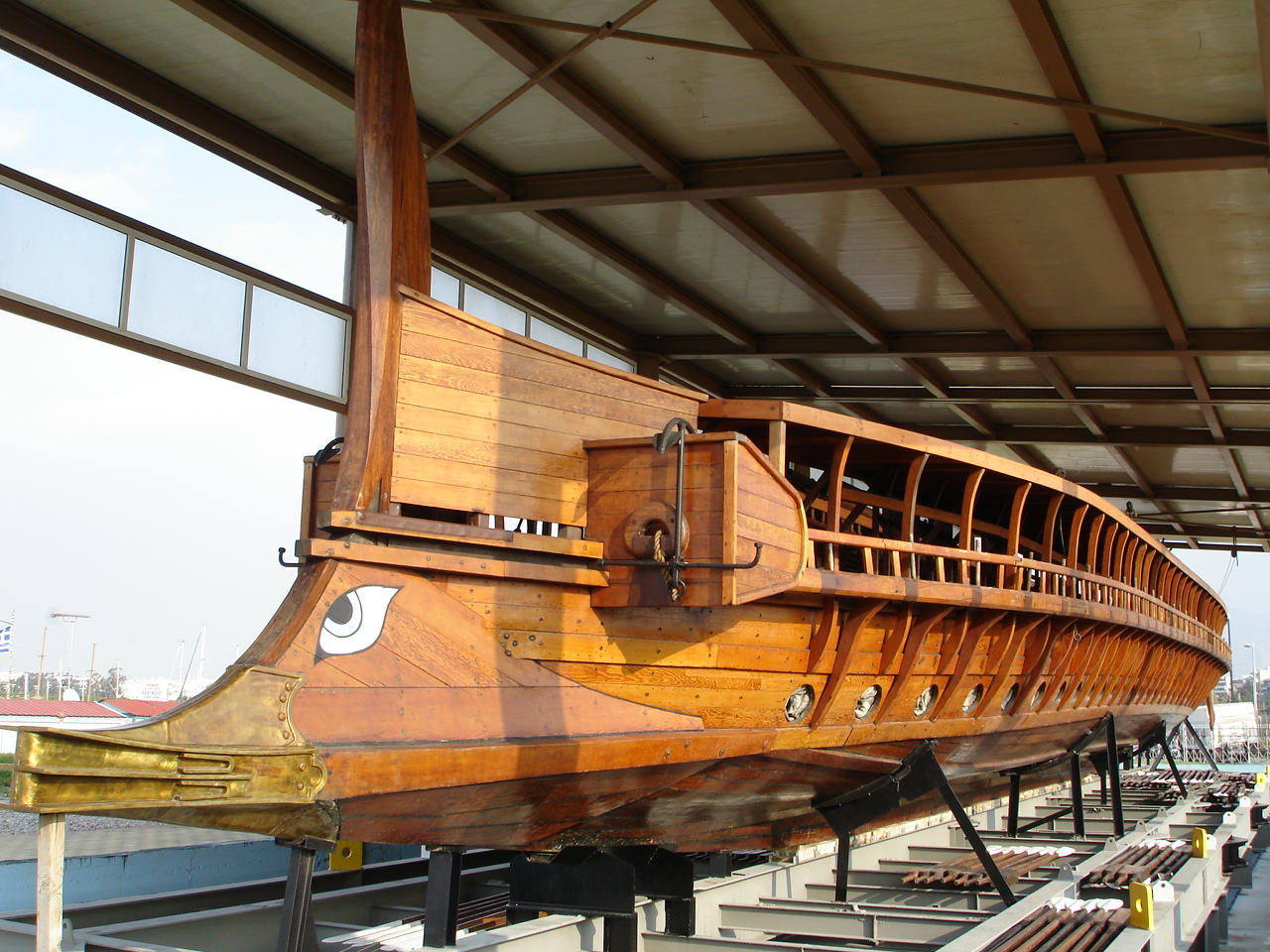
Esperó de la reconstrucció del Trirrem Olympias, de la Marina grega.

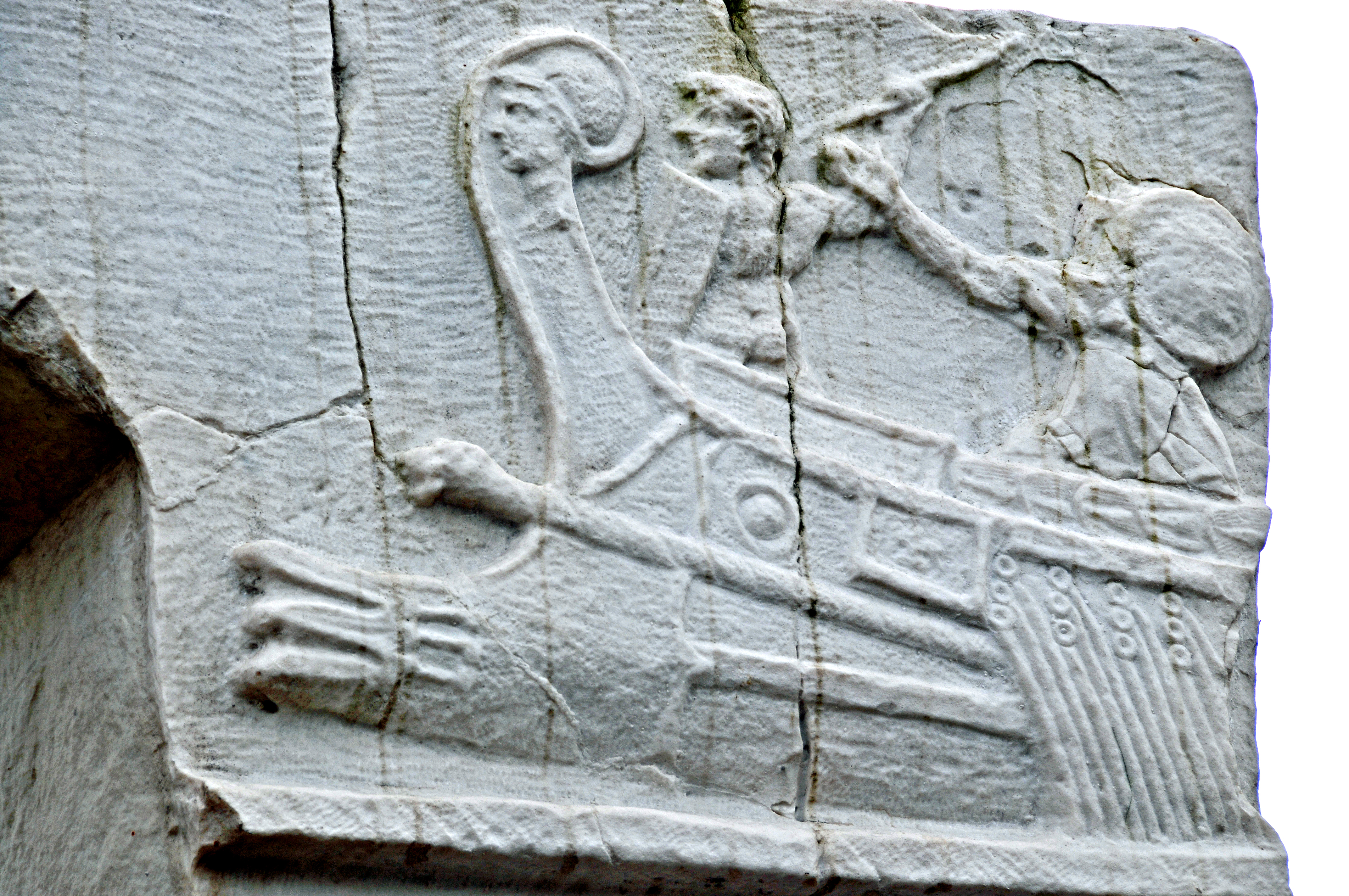
Baix relleu mostrant un esperó.

Un esperó o rostrum ('bec' o 'proa' en Llatí) és una forma de proa dels vaixells de guerra que permet a un vaixell atacar-ne un altre en envestir-lo a alta velocitat. L'ús dels esperons es remunta almenys al segle vii aC, d'acord amb les inscripcions trobades a la tomba del Rei Sargon II a Fenícia i el seu ús va ser la forma dominant de combat naval almenys fins al segle iii aC. Durant molt de temps envestir amb l'esperó fou una tàctica important, fins i tot si el vaixell en conflicte no era traspassat o enfonsat, els seus rems i remers sovint eren tallats per sobre, eliminant-ne la seva mobilitat i deixant-lo indefens. El desenvolupament simultani de la catapulta va permetre un grau de foc de llarg abast.
La tecnologia de la guerra naval es va mantenir en aquest nivell fins als segles xv i xvi, moment en què el canó va convertir-se en una arma usual en els vaixells. Igual que la infanteria amb la baioneta, els atacs envestint amb l'esperó van anar disminuint en importància però següent sent un recurs d'última hora. La història de la guerra naval fins al segle xix conté molts exemples d'accions envestint, com en la Batalla de Lissa el 1866. La maniobrabilitat dels vaixells de vapor enfront del vaixell de vela va conduir a un breu ressorgiment en l'ús de l'esperó, però l'augment inevitable de la cuirassa dels cuirassats cap al final del segle xix va portar a una disminució en l'ús dels atacs amb esperó. L'adveniment del cuirassat HMS Dreadnought, als inicis del segle xx va portar el final de l'esperó com a arma de guerra. En el seu lloc, els vaixells estan equipats cada vegada més amb una proa de bulb, encara que per raons de racionalització i eficiència de combustible en lloc de com una arma ofensiva.
La tàctica d'envestir no es va perdre quan els vaixells es feien sense esperons. Envestir pot ser especialment eficaç contra objectius en la superfície o prop de la superfície com els submarins carregant les bateria en aigües somes, on es limita la seva velocitat i mobilitat.